# دیمین تیبری
دیمین تیبری (انگلیسی: Damien Tibéri؛ زادهٔ ۲۳ اوت ۱۹۸۵) بازیکن فوتبال اهل فرانسه است.
از باشگاه‌هایی که در آن بازی کرده‌است می‌توان به باشگاه فوتبال آژاکسیو و باشگاه فوتبال سدان اشاره کرد.
وی همچنین در تیم ملی فوتبال Corsica بازی کرده‌است.